# 福島県道・宮城県道228号相馬大内線

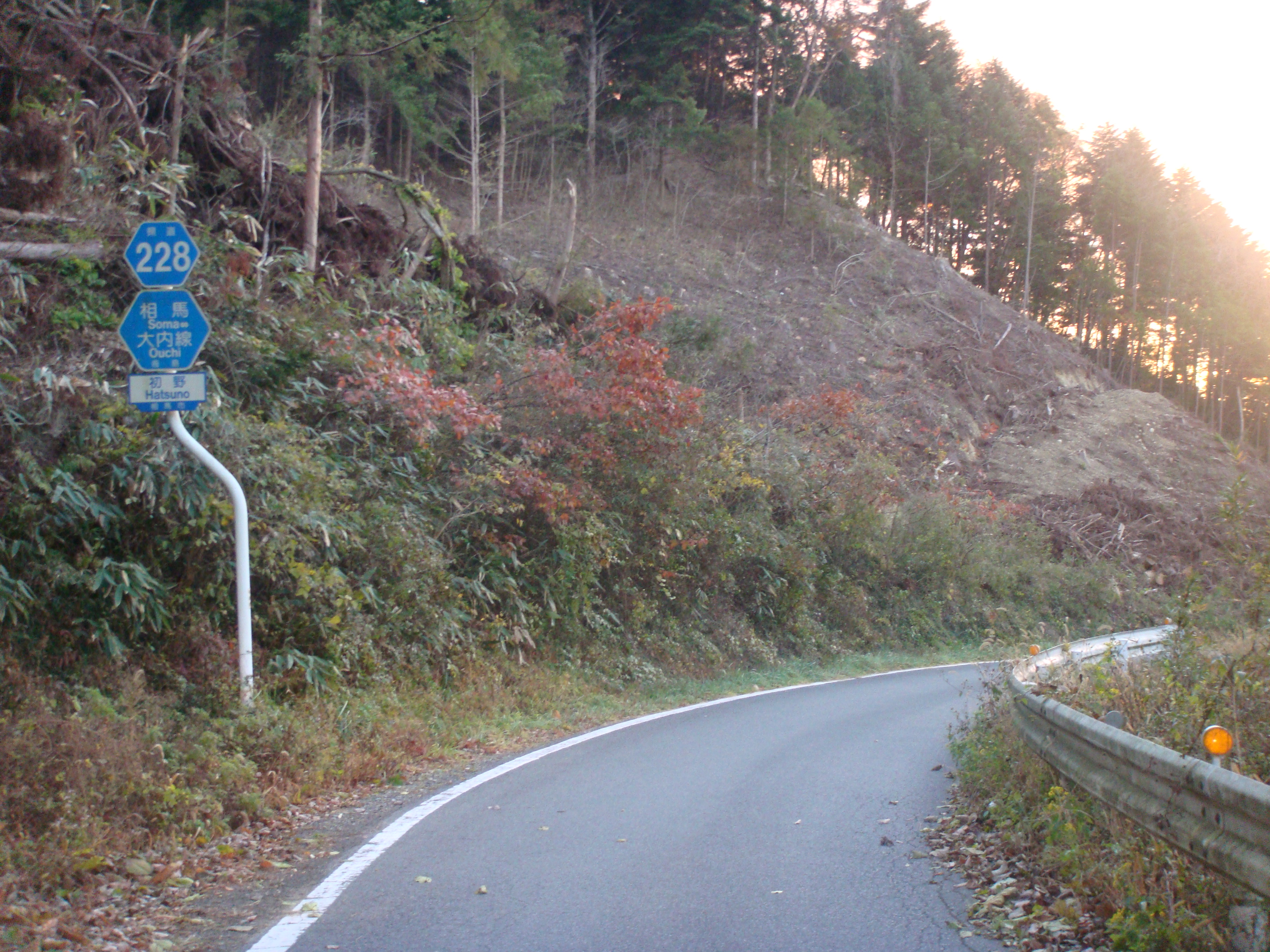
福島県相馬市初野
（2010年（平成22年）撮影）

福島県道・宮城県道228号相馬大内線（ふくしまけんどう・みやぎけんどう228ごう そうまおおうちせん）は、福島県相馬市と宮城県伊具郡丸森町を結ぶ一般県道（福島県道・宮城県道）である。

## 路線概要
- 起点：福島県相馬市西山字表西山
- 終点：宮城県伊具郡丸森町大内字町
- 総延長：# km（宮城県内：# km・福島県内：11.886 km）[1]
  - 実延長：# km（宮城県内：# km・福島県内：総延長に同じ）
- 路線認定年月日：1996年8月20日[2]

福島県浜通り北部と宮城県南部を結ぶ県道。相馬市中心部では一部区間が国道113号の旧道にあたる。

### バイパス
黒木バイパス（相馬市）
- 起点 - 相馬市黒木字御門
- 終点 - 相馬市初野字金谷内
- 延長 - 2,240 m
- 幅員 - 6.0（9.0） m

黒木集落の現道は狭隘区間が続き車両のすれ違いが困難で円滑な交通に支障があった他、相馬中核工業団地の企業進出に伴い朝夕の通学時間帯での大型車両の交通量が増大し、児童の通学時の危険性が高いことから集落の西側を迂回するバイパスが2010年度より事業化され、2014年2月22日に開通した。開通により前述の問題のほか、2011年3月11日に発生した東日本大震災により津波で住居を失った被災者が相馬中核工業団地に建設された仮設住宅に入居したため悪化したラッシュ時の渋滞解消も期待されている。2018年3月30日に旧道部分の県道指定が外され、市道へ移管された。

### 道路施設
笹川橋
- 全長：17.0m
- 幅員：10.3m
- 竣工：1994年[6]

相馬市中村字笹川から小野字笹川、黒木字諏訪田に至り、二級水系小泉川水系右支小泉川を渡る。終点側に福島交通笹川橋バス停が設置されている。
新北川原橋
- 全長：14.8 m
- 幅員：6.0(9.0) m
- 形式：PC単純プレテン床版橋
- 竣工：2013年8月
- 施工：ピーエス三菱

相馬市黒木に位置し、二級水系小泉川を渡る。黒木バイパス整備に伴い2012年度より道路橋梁整備事業として建設された。総工費は5800万円。
堂前橋
- 全長：10.0m
- 幅員：11.0m
- 竣工：1992年[6]

相馬市初野字払川にて二級水系地蔵川水系払川を渡る。
一の沢橋
- 全長：15.5m
- 幅員：15.7m
- 竣工：1994年[6]

相馬市初野字初野町から字西原に至り、二級水系地蔵川を渡る。

## 沿革
- 2018年3月30日 - 相馬市中村字大町の起点から中村字外並田までの相馬市中心市街地を通る旧来のルート1,243mが県道指定を外れ市道に移管され、相馬市西山字表西山を起点とする新道1,243mにルートが一本化される[8]。

## 通過する自治体
- 福島県
  - 相馬市
- 宮城県
  - 伊具郡
    - 丸森町

## 接続する道路
- 相馬市内
  - 国道115号・福島県道34号相馬浪江線（西山字表西山 起点）
- 丸森町内
  - 国道113号（大内字町 終点）

## 周辺
- 相馬市役所
- 相馬郵便局
- 馬陵公園
  - 相馬中村城跡
- 相馬市立桜丘小学校
- 羽黒温泉
- 旗巻峠
- 旗巻古戦場
- 天明高原
- 斉川温泉
- 青葉温泉